# The Cure Play Out
The Cure Play Out è un VHS dei Cure, uscito nel dicembre del 1991.

## Il video
Le telecamere seguono la band durante i mesi di gennaio e febbraio 1991 nelle loro apparizioni televisive e nelle prove domestiche, registrandone canzoni e intermezzi di relax e chiacchiere tra i membri. Sono documentati un concerto eseguito sotto il falso nome di "Five Imaginary Boys", in cui vengono presentate tre canzoni dal nuovo album Wish in uscita l'anno seguente, il concerto londinese per il "Great British Music Weekend", gli show televisivi "Jonathan Ross Show" e "MTV Unplugged", in cui viene eseguito un altro inedito proveniente da Wish, e l'esibizione ai "BRIT Awards".

## Tracce
Day One, T&C II Club, London, 17th January 1991
1. Wendy Time
2. The Big Hand
3. Away
4. Let's Go to Bed
5. A Strange Day
Day Two - Wembley Arena - London - The Great British Music Weekend - 19th January 1991
6. Pictures of You
7. Fascination Street
8. Lullaby
9. A Forest
Day Three - The Jonathan Ross Show 23rd January 1991 Various snips including Hello I Love You - Just Like Heaven - The Walk - Bland With an Edge
10. Harold and Joe
Day Four - E-zee Hire Rehearsal Studio - London - 22nd January 1991
11. The Blood
12. The Walk
Day Five - MTV "Unplugged" - 24nd January 1991
13. Just Like Heaven
14. A Letter to Elise
15. If Only Tonight We Could Sleep
16. Boys Don't Cry
Day Six - Dominion Theatre - London - Rehearsals for "The Brit Awards" - 9th February 1991
Day Seven - Dominion Theatre - London - "The Brit Awards" - 10th February 1991
17. Never Enough

## Formazione
- Robert Smith - chitarra, voce
- Simon Gallup - basso
- Porl Thompson - chitarra, tastiere
- Boris Williams - batteria
- Perry Bamonte - chitarra